# Procesory Intel
Společnost Intel patří mezi přední světové výrobce mikroprocesorů. Níže naleznete seznam a krátký popis nejvýznamnějších procesorů od firmy Intel. Prvním procesorem vyrobený společností byl čip 4004 z roku 1971.

## Bez zařazení
- V20, V30 – jejich úspornější obdoby do laptopů.

- Firma Intel rovněž vyvinula mobilní platformu s názvem Centrino určenou pro notebooky. Tato platforma (zahrnující procesor Pentium M, čipovou sadu a Wi-Fi adaptér) byla navržena k tomu, aby co nejúsporněji využívala elektrickou energii notebooku. Tato přednost je velice užitečná a platforma Centrino se tak velice rychle rozšířila a stala oblíbenou.

## Řada 4000

### 4004

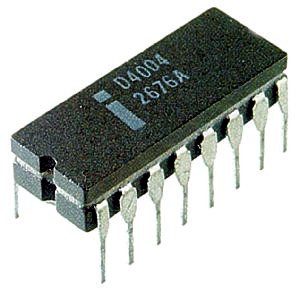
4004 – první jednočipový mikroprocesor vyvinutý v roce 1971 firmou Intel

4004 Byl uveden na trh 15. listopadu 1971 a stal se vůbec prvním jednočipovým mikroprocesorem. Jeho jádro z 2 300 tranzistorů taktovaných frekvencí 750 kHz vykonávalo až 60 000 instrukcí za sekundu.

## Řada 8000

### 8080
8080 Byl vyroben roku 1974. Na trh se ale dostal s jedním velkým nedostatkem – touto chybou byla příliš malá zatěžovací schopnost výstupu, proto se na trhu udržel jen několik měsíců, než ho nahradil model 8080A. Tento typ byl naprosto stejný jako předchozí, ale měl navíc výkonnější výstupní zesilovač a vlastní interní Cache v podobě registru. Tyto procesory byly 8bitové a obsahovaly cca 5 000 tranzistorů.

### 8086
8086 Tento procesor již byl 16bitový a navazoval na předchozí typ. Pracoval na frekvenci 4,77 MHz. Mohl adresovat maximálně 1 MB operační paměti. Tento procesor byl také rozšířen o nové instrukce, které zajišťovaly operace s 16bitovými operandy (vč. dělení, násobení a operace s řetězci). Byl sestaven z 29 000 tranzistorů.

### 8088
8088 je stejný jako předchozí, s tím rozdílem, že s okolím komunikoval po 8bitové datové sběrnici (i když byl uvnitř 16bitový). Proto musel všechna 16bitová slova přenášet nadvakrát po osmi bitech.

## Řada 80x86

### 80186
80186 Příliš se nerozšířil. Část nových instrukcí. Měl o něco výkonnější mikrokód, který dovoloval vyšší výkon.

### 80188
80188 Opět je tento typ procesoru shodný s předchozím, ale (podobně, jako u 8086 a 8088) navenek komunikoval po 8bitové datové sběrnici.

### 80286
80286 Tento typ procesoru znamenal poměrně velký skok ve vývoji procesorů a jejich architektury. Procesor 80286 byl 16bitový s vylepšenou architekturou, která podporovala práci ve dvou režimech – reálném a chráněném. V reálném režimu je 7× rychlejší než 8086, ale pracuje stejným způsobem, může adresovat jen 1 MB paměti. Ale v režimu chráněném může adresovat až 16 MB a používá čtyřstupňovou ochranu paměti (CPL). Jeho adresová sběrnice byla 24bitová a datová 16bitová. Obsahoval přibližně 134 000 tranzistorů.

### 80386

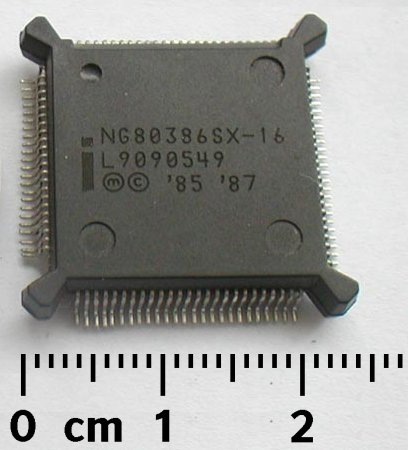
32bitový procesor Intel 80386SX

80386SX a 80386DX Hlavním rozdílem oproti předchozím je, že jsou 32bitové. Typická taktovací frekvence okolo 33 MHz. Tento procesor byl na trh uveden v říjnu roku 1985. Jak je vidět z fotografie níže, jeho rozměry byly oproti moderním procesorům skoro miniaturní. Nepotřeboval chladič. Jeho vnější datová sběrnice byla 32bitová a stejný počet bitů měla i jeho vnitřní sběrnice. Byl schopen adresovat již celkem 4 GB reálné paměti (teoreticky, v praxi by bylo potřeba 32 vodičů a na to neměl tolik výstupů). Procesor 80386DX měl opět několik režimů, ve kterých mohl pracovat. Byly celkem tři. Reálný režim a chráněný režim byly velmi podobné režimům z procesoru 80286 a třetím režimem, který je navíc, je tzv. režim virtuální, který je plně podřízen režimu chráněnému, a který umožňoval mít současně spuštěno více programů najednou. Navíc tento procesor již znamenal první krok v automatizaci procesorů a rozpoznávání určitých zařízení. Konkrétně 80386DX uměl provádět autonomní test, který zjišťoval jeho provozuschopnost a navíc byl schopen automatickou detekcí zjistit typ připojeného matematického koprocesoru a podle toho nastavit své vnitřní obvody pro spolupráci s tímto koprocesorem. Model SX byl uveden na trh o 3 roky později a spojoval v sobě výhody vnitřní 32bitové architektury procesoru 80386DX s levnými podpůrnými obvody z procesoru 80286. Navíc rozdíl mezi ním a 80386DX byl ten, že 80386SX byl s okolním světem spojen 16bitovou datovou sběrnicí.

### 80486
80486SX a 80486DX byly rychlejší a mladší verze předchozích. Takt 25–120 MHz. SX je opět trochu okrouhaná verze bez koprocesoru. Vyskytují se i modely 80486DX/2 a 80486DX/4, ty jsou asi 2krát a 3,5krát rychlejší uvnitř, ale se základní deskou komunikují na původní rychlosti.

## Atom
Atom byl uveden v roce 2008. Intel vydal 2 varianty. První pro nepřenosná zařízení (stolní PC, HTPC,...) je bez úsporných technologií (TDP až 8 W). Druhá varianta pro přenosná zařízení (netbook,...) obsahuje úsporné technologie (TDP až 2,5 W). Atom využívá čipset 945GC, 945GSE,...
Bay Trail je třetí generací SoC (System on Chip) určených pro tablety a jiná mobilní zařízení. Byl představen společností Intel v roce 2013. Využívá 22nm výrobní proces s tranzistory Tri-gate.

## Celeron

### Celeron"P6"
Celeron "P6" byl postaven na architektuře procesoru Pentium II/Pentium III.

### Celeron (NetBurst)
Celeron (NetBurst) vychází z procesoru Pentium 4, přesněji architektury NetBurst.

## Core 2 xxx

### Core 2 Duo
Core 2 Duo byl uveden v roce 2006. Procesor je postaven na architektuře Intel Conroe. Vyrábí se 65 nm procesem v továrnách vlastnících Intel. Usazuje se do Socket 775. Nově podporuje instrukční sadu SSE4 pro podporu multimédií. Procesor je kompatibilní s většinou desek založených na čipsetech Intel 975X a P965. Díky dokonalejší architektuře a použitím původně mobilních technologií spotřebovává méně energie (kolem 65 W), což je zhruba spotřeba známá u konkurenčních Athlon 64 (jednojádrové verze!). Díky nízké ceně a velkému výkonu poměrně zaskočil svého největšího konkurenta AMD.

### Core 2 Quad
Core 2 Quad byl uveden v roce 2007. Obsahuje 2×2jádrové procesor (Core 2 Duo). Byl to první 4jádrový CPU (nebyl nativní). Vyrábí se 65 nm procesem v továrnách vlastnících Intel. Usazuje se do Socket 775. Podporuje instrukční sadu SSE4 pro podporu multimédií.

## Core ix

### Core i3
Core i3 by měl být uveden Q3-Q4 2010. První procesory Core i3 byly uvedeny 7. ledna 2007. FSB je nahrazenou novou sběrnicí Intel QuickPath Interconnect, která má propustnost 25,6 GB/s. Má integrovaný 2-kanálový řadič DDR3 pamětí.

### Core i5
Core i5 by měl být uveden Q3-Q4 2009 a poprvé byl představen 8. září tohoto roku. Usazuje se do Socket 1151. Díky tomu, že paměťový řadič a PCI-E linky pro grafickou kartu (PCI-E x16 2.0) je impletována do CPU, tak místo FSB je propojen s jižním můstek pomocí DMI s propustností 2GB/s. Má integrovaný 2-kanálový řadič DDR3 pamětí. Podporuje instrukční sadu SSE4.1 + SSE4.2 pro podporu multimédií.

### Core i7
Core i7 byl uveden ke konci roku 2008, jeho přesnější název je Core i7-9xx. Je to první nativní čtyř-jádrový CPU od Intelu. Obsahuje funkci Hyper-threading, která rozšiřuje "virtuálně" počet vláken na 8, vyšší výkon než u 4-jádrového CPU bez HT, ale výkon se nevyrovná 8 jádrovému CPU. Je postaven na jádře Nehalem. Usazuje se do Socket 1366. Běží na frekvenci od 2,66 do 3,33 GHz. Vyrábí se 45 nm procesem v továrnách vlastnících Intel. Obsahuje dohromady 9472 KiB cache, z toho L1 cache je velká 64+64 KiB pro 1 jádro, L2 cache je velká 256 KiB pro 1 jádro, L3 cache je velká 8 MiB (inkluzivní typ) a je pro všechny jádra společná. FSB je nahrazenou novou sběrnicí Intel QuickPath Interconnect, která má propustnost 25,6 GB/s. Má integrovaný 3-kanálový řadič DDR3 pamětí. Nově podporuje instrukční sadu SSE4.1 + SSE4.2 pro podporu multimédií.

## Pentium

### Pentium
Pentium bylo uvedené 23. března 1993, přineslo množství nových technologií a superskalární architekturu. V jeho pojmenování se Intel poprvé odklonil od tradičního číselného značení. Název Pentium, který původně symbolizoval pátou generaci mikroprocesorů Intel, byl uveden jako ochranná známka s patentovou ochranou a stal se takřka synonymem pro procesor. Frekvence procesoru byla 60 až 233 MHz. Osazoval se do socketu 7.

### Pentium II

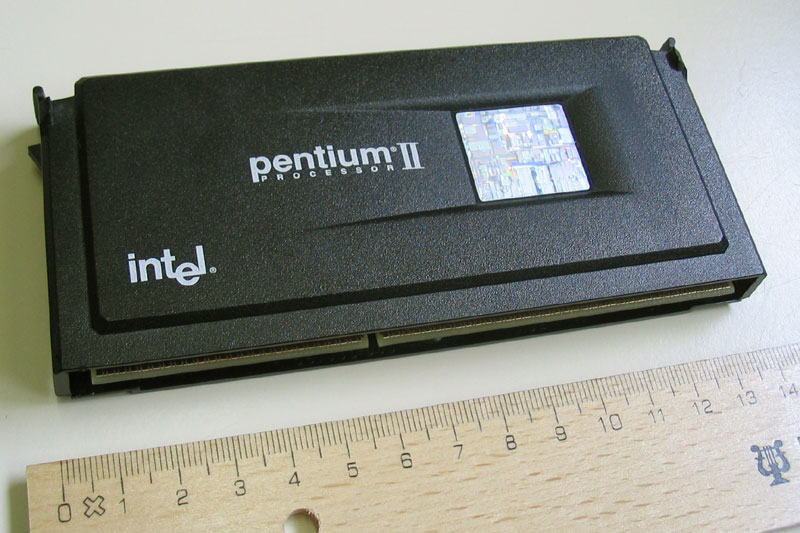
Unikátní pouzdro procesoru Intel Pentium II

Pentium II bylo uvedeno 7. května 1997. Verze procesoru pro nepřenosná zařízení měla frekvenci 233 až 450 MHz, pro mobilní byla 266 až 500 MHz. Výrobní proces byl 350 až 250 nm, vyráběno v továrnách Intel. Existovaly 2 verze, první se osazovala do socketu 370 (jednalo se hlavně o Celerony) a druhá se osazovala do slotu 1 (na modulu byla "externí L2 cache CPU").

### Pentium III
Pentium III bylo uvedeno 26. února 1999. Frekvence procesoru byla 0,45 až 1,4 GHz. Výrobní proces byl 250 až 130 nm, vyráběno v továrnách Intel. Během produkce této procesorové řady se pod názvem Pentium III vystřídalo několik procesorových jader (Katmai, Coppermine, Tualatin). Postupně také došlo k přechodu od zastarávajícího a neosvědčeného slotu 1 k perspektivnějšímu socketu 370.

### Pentium 4
Pentium 4 postavené na unikátní architektuře NetBurst bylo uvedeno 20. listopadu 2000. Bylo speciálně navrženo pro dosažení vysokých taktovacích frekvencí. Toto očekávání ovšem naplnilo jen z části a jeho výkon byl vykoupen značnou energetickou spotřebou. P4 se ovšem rovněž vyvíjelo a bylo postupně doplněno o multimediální technologie SSE2 a SSE3, 64bitové rozšíření architektury EM64T a více-vláknová technologie Hyperthreading. Frekvence byla 1,3 až 3,8 GHz. Osazovalo se do 3 socketů, první byl Socket 423 druhý dokonalejší Socket 478 a třetí Socket 775. Procesor byl vyráběn nejdříve 130 nm, nakonec skončil na 65nm procesu v továrnách Intel.

### Pentium D
Pentium D stavělo na procesoru Pentium 4, ale obsahovalo 2 jádra. Ovšem plně se zde projevily nedostatky architektury NetBurst a to vysoké odpadní teplo. Původně se plánovalo až s astronomickými 10 GHz, ale nakonec se zastavili na 3,5 GHz při TDP 140 W. Osazovalo se do socketu 478 a do socketu 775.

### Pentium Dual-Core
Pentium Dual-Core bylo uvedeno 2006. Byla použita architektura Intel Conroe (Core 2 Duo,...). Díky tomu se vyrábí 65 později 45 nm v továrnách Intel.

### Pentium M
Pentium M bylo uvedeno v březnu 2003. Proti očekávání využívali architekturu procesoru Pentium 3 Tualatin (který byl založen na jádru Pentia Pro) místo Pentium 4, kvůli snížení TDP. Bylo určeno hlavně pro přenosné zařízení (notebook, ...).

### Pentium MMX
Pentium MMX bylo uvedeno 22. října 1996. Jeho frekvence byla 166 - 233 MHz. 7. května 1997 byl nahrazen procesorem Pentium II.

### Pentium Pro
Pentium Pro bylo uvedeno v listopadu 1995. Při návrhu procesoru se vycházelo z architektury procesoru Pentium, který měl být později tímto procesorem nahrazen, ale později byl použit víceméně jen pro servery a jiné high-end použití.